# Osiek (Kostomłoty)
Osiek (deutsch Ossig) ist ein Ort in der Landgemeinde Kostomłoty im Powiat Średzki der Woiwodschaft Niederschlesien in Polen.
Nachbarorte sind Gościsław (Bertholdsdorf) im Westen, Mieczków (Metschkau) im Norden, Pyszczyn (Pitschen) im Süden und Bogdanów (Neuhof) im Osten.

## Geschichte

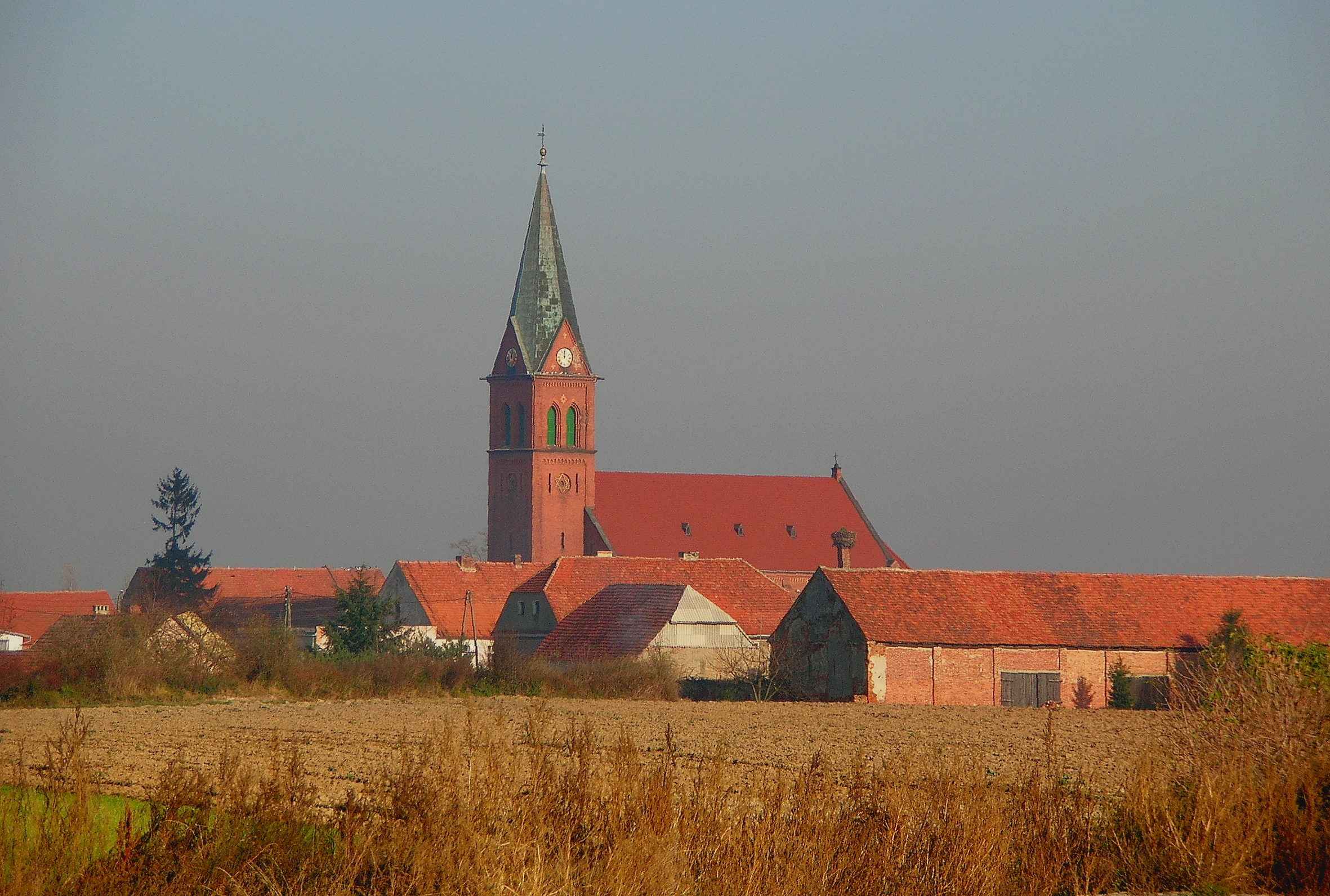
Ansicht von Osiek

Der Ort wurde 1200 erstmals urkundlich als Osech erwähnt und 1315 als Ossecz. Nach dem Ersten Schlesischen Krieg 1742 fiel Ossig mit dem größten Teil Schlesiens an Preußen. Grundherr war bis zur Säkularisation das Jungfernstift in Liebenthal, dem 1812 die örtliche Gemeinde folgte.
1845 bestand es aus 131 Häusern, eine Freischoltisei, 833 überwiegend katholischen Einwohnern (neun evangelisch), seit 1836 evangelisch gepfarrt zu Metschkau, eine katholische Kirche mit Kaplan und Pfarrwidum, eingepfarrt Ossig und Neuhof, eine katholische Schule mit einem Lehrer und einem Hilfslehrer, eine Windmühle, eine Brauerei, eine Brennerei, 28 Handwerker und sechs Krämer. Bis 1932 gehörte Ossig zum Kreis Striegau, danach bis 1945 zum Kreis Neumarkt.
Als Folge des Zweiten Weltkriegs fiel Ossig 1945 zusammen mit dem größten Teil Schlesiens an Polen. Nachfolgend wurde es in Osiek umbenannt. Die einheimische deutsche Bevölkerung wurde, soweit sie nicht vorher geflohen war, weitgehend vertrieben. Die neu angesiedelten Bewohner waren teilweise Zwangsumgesiedelte aus Ostpolen, das an die Sowjetunion gefallen war.
Von 1975 bis 1998 gehörte Osiek zur Woiwodschaft Breslau.

## Sehenswürdigkeiten
- Römisch-katholische Filialkirche Mariä Himmelfahrt

## Persönlichkeiten
- Max Heinzel (1833–1898), Schriftsteller und schlesischer Dialektdichter